# ORCID
Orcid (en inglés "Open Researcher and Contributor ID", en español Identificador Abierto de Investigador y Colaborador) es un código alfanumérico, no comercial, que identifica de manera única a científicos y otros autores académicos. Esto responde al problema de que las contribuciones de un autor particular a la literatura científica, o a las publicaciones en Humanidades, pueden ser difíciles de identificar pues los nombres personales no son únicos sino que pueden cambiar en algunos países (por ejemplo en el matrimonio) y también existen diferencias culturales en el orden de los nombres, en determinados casos hay incongruencias en el uso de las abreviaturas del nombre de pila, o se emplean diferentes sistemas de escritura. Este código proporciona una identificación alternativa para autores, similar a aquellos que son creados para entidades de contenido relacionado con las redes digitales, lo cual se hace a través de identificadores de objetos digitales (Doi).
La organización Orcid ofrece un registro abierto e independiente, el cual pretende ser el estándar de facto para la identificación de colaboradores en investigación y publicaciones académicas. El 16 de octubre de 2012, Orcid lanzó sus servicios de registro  y empezó emitir sus identificadores de usuario.

## Usos
El objetivo de ORCID es el ayudar en "la transición de la Ciencia a la e-Ciencia, donde las publicaciones académicas y las ideas escondidas en el volumen de publicaciones académicas, que crece, puedan ser explotadas a enlaces de sitio". El otro uso sugerido es el suministrar a cada investigador "un currículum vitae 'digital' constantemente actualizado, proporcionando un cuadro de sus contribuciones a la ciencia, que va más allá de una simple lista de publicaciones." La idea es que otras organizaciones utilicen la base de datos de acceso abierto ORCID para construir sus propios servicios.
En abril de 2014, ORCID anunció sus planes para trabajar con Consortia Advancing Standards in Research Administration Information (CASRAI) para registrar y reconocer las contribuciones mediante revisión por pares.

## Integración

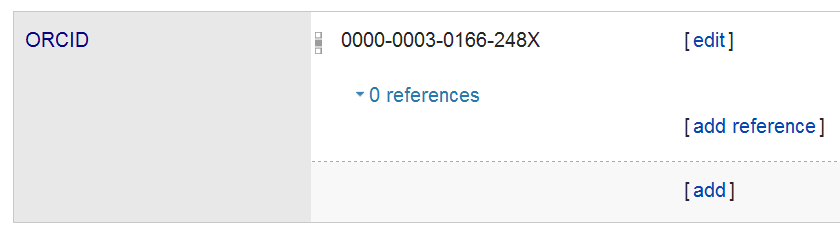
ORCID de Nick Jennings en su entrada de Wikidata.

Adicionalmente, miembros y patrocinadores, revistas científicas y otros servicios han incluido a ORCID en sus flujos de trabajo (workflow) o bases de datos.
Por ejemplo, la revista científica Journal of Neuroscience, Springer Publishing, Hindawi Publishing Corporation, Europe PubMed Central, el instituto japonés National Institute of Informatics's Researcher Name Resolver, Wikipedia, y Wikidata.
Algunos servicios en línea han creado herramientas para exportar o importar datos desde ORCID. Estos incluyen a Scopus, Figshare, Thomson Reuters' ResearcherID system, Researchfish, la Biblioteca Británica (para su catálogo de tesis EThOS),, ProQuest (para su servicio ProQuest Dissertations and Theses), Redalyc, entre otros.

### ORCID en Open Journal Systems
Para las revistas que utilizan el software de gestión editorial Open Journal Systems existe una integración gratuita que permite a los autores que publican en las revistas vincular sus publicaciones en su perfil en ORCID. El complemento permite varias funciones, entre ellas:
1. Autores para autenticar su ORCID iD en su sistema OJS.
2. Autenticado (verificado) ORCID. Los ID deben aparecer junto a los nombres de los autores en las publicaciones de OJS y OPS para garantizar que cada autor esté identificado de forma única. Para publicaciones con varios autores, el complemento incluye la capacidad de enviar ORCID enlaces de autorización a los coautores por correo electrónico para que cada colaborador pueda conectar sus ORCID iD con la publicación y obtener crédito por su trabajo.
3. ORCID miembros que utilizan el ORCID API de miembros para agregar metadatos de publicación automáticamente a la de cada autor ORCID récord, lo que ayuda a crear un registro autorizado y confiable de las actividades de publicación para los autores, al tiempo que los ayuda a ahorrar tiempo y reducir la carga administrativa.[26]

La documentación exclusiva del plugin es detallada para su implementación. Comúnmente, se debe descargar el plugin ORCID del repositorio GitHub, instalarlo en OJS, generar una clave API Pública en la web de ORCID y colocar esos datos en la configuración del complemento para activarlo.